# Leucorchestris setifrons
Leucorchestris setifrons là một loài nhện trong họ Sparassidae.
Loài này thuộc chi Leucorchestris. Leucorchestris setifrons được George Newbold Lawrence miêu tả năm 1966.